# Tarcisio Burgnich
Tarcisio Burgnich   (Ruda, 25 d'abril de 1939 - Forte dei Marmi, 26 de maig de 2021) fou un futbolista italià de la dècada de 1960.
Fou 66 cops internacional amb la selecció italiana amb la qual participà en la Copa del Món de Futbol de 1966, a la Copa del Món de Futbol de 1970, a la Copa del Món de Futbol de 1974, als Jocs Olímpics d'Estiu de 1960 i al Campionat d'Europa de futbol 1968.
Pel que fa a clubs, defensà els colors de Udinese Calcio, Juventus FC, Palermo, Inter de Milà i SSC Napoli.
Va jugar com a titular la final de la Copa d'Europa de 1964, que l'Inter va guanyar contra el Reial Madrid per 3 a 1 al Praterstadion de Viena, la primera victòria del club en la competició. També va jugar com a titular la final de la Copa d'Europa de 1965, que l'Inter va guanyar contra el SL Benfica per 1 a 0 a San Siro, la segona victòria consecutiva de l'Inter en la competició.
El 1967 va jugar com a titular la final de la Copa d'Europa, que l'Inter va perdre contra el Celtic FC per 2 a 1 a l'Estádio Nacional de Lisboa.

## Palmarès
Inter
- Serie A: 1962-63, 1964-65, 1965-66, 1970-71
- Copa d'Europa de futbol: 1964, 1965
- Copa Intercontinental de futbol: 1964, 1965

SSC Napoli
- Copa anglo-italiana de futbol: 1976
- Coppa Italia: 1975-76

Juventus FC
- Serie A: 1960-61

 Itàlia
- Eurocopa de futbol: 1968